# Heliconius adana
Heliconius adana är en fjärilsart som beskrevs av Adalbert Seitz 1913. Heliconius adana ingår i släktet Heliconius och familjen praktfjärilar. Inga underarter finns listade i Catalogue of Life.